# Scolelepis crenulata
Scolelepis crenulata är en ringmaskart som beskrevs av Hartmann-Schröder 1991. Scolelepis crenulata ingår i släktet Scolelepis och familjen Spionidae. Inga underarter finns listade i Catalogue of Life.